# Проклятые не плачут
«Проклятые не плачут» (англ. The Damned Don’t Cry) — фильм нуар режиссёра Винсента Шермана, вышедший на экраны в 1950 году.
Сюжет фильма отдаленно основан на отношениях известного гангстера Багси Сигела и его подружки Вирджинии Хилл. Сценарий был написан Гарольдом Медфордом и Джеромом Вейдманом по рассказу «История дела» Гертруды Уокер. Фильм рассказывает о молодой привлекательной женщине (Джоан Кроуфорд), которая, не гнушаясь средствами, за короткий срок делает головокружительную карьеру, проходя путь от домохозяйки в бедном техасском рабочем посёлке до любовницы и правой руки крупного нью-йоркского гангстера (Дэвид Брайан). Но когда она влюбляется в его делового соперника (Стив Кокран), это приводит к трагической развязке.
Некоторые сцены фильма снимались на натуре в одном из клубов и в гостинице в Палм-Спрингс, Калифорния. А дом Фрэнка Синатры в Палм-Спрингс использовался для съёмок сцен в доме Ника Пренты.
Это первая из трёх совместных работ режиссёра Шермана и актрисы Кроуфорд, за которой последовали фильмы «Гарриет Крейг» (1950) и «Прощай, моя причуда» (1951).

## Сюжет
Ночью в калифорнийской пустыни недалеко от курортного городка Дезерт-спрингс по дороге мчится автомобиль. В какой-то момент он резко останавливается, и из него выбрасывают тело убитого человека. Утром труп обнаруживают двое геодезистов, и вскоре на место прибывает полиция, которая быстро устанавливает, что убитым является известный местный гангстер Ник Прента (Стив Кокран), который владеет казино «Клуб Асьенда». В доме Пренты шериф, который ведёт дело, обнаруживает любительские кинофильмы, на одном из которых снята купающаяся в открытом бассейне Пренты известная светская львица, наследница крупной нефтяной империи Лорна Хансен Форбс (Джоан Кроуфорд), которая некоторое время назад взяла в аренду дом в этом районе. Когда шериф направляется по адресу Лорны, чтобы допросить её, он застаёт там только её компаньонку, пожилую светскую даму Патрицию Лонгсворт (Селена Ройл), которая не знает, куда исчезла Лорна. Кроме того, шериф обнаруживает на ковре в гостиной большое пятно крови. К делу об убийстве Пренты и исчезновении Лорны проявляют интерес средства массовой информации, которые быстро выясняют, что информация о Лорне появилась в колонках светской хроники лишь два года назад, а её прошлом ничего не известно.
Тем временем Лорна, настоящее имя которой Этель Уайтхэд, на своей дорогой машине и в мехах, подъезжает к дому своих родителей, которые живут в окружённом нефтяными вышками, бедном рабочем поселке в Техасе. Пожилые родители принимают дочь холодно, так как в своё время она фактически ушла из дома, и с тех пор ни разу не давала о себе знать. Когда отец (Моррис Анкрум) спрашивает, откуда у неё такая дорогая одежда и деньги, Этель начинает рыдать. Мать провожает Этель в её комнату, где та начинает вспоминать последние годы своей жизни:
Когда-то она жила в этом доме вместе с родителями, мужем Роем (Ричард Эган) и семилетним сыном Томми. Она вела домашнее хозяйство, а Рой много и тяжело работал. Но семья всё равно жила бедно, и Рой контролировал каждый цент их семейного бюджета. Однажды в магазине Томми упросил мать купить ему велосипед. Когда об этом узнал вернувшийся с работы Рой, он жёстко отчитал жену за неразумные траты, которые не позволят ему сделать взнос в пенсионный фонд, и потребовал немедленно вернуть велосипед в магазин. В процессе ссоры Рой криком позвал Томми, чтобы тот немедленно подъехал к нему, мальчик на велосипеде бросился к отцу, но попал под колёса проезжавшего по дороге грузовика и погиб. Сразу после похорон сына Этель собрала свои вещи и со словами, что у неё больше нет времени ждать, когда её жизнь изменится к лучшему, ушла из дома. По её словам, она отправилась в большой мир взять у него то, что хочет, пока ещё способна на это.
В Нью-Йорке не имеющая никакой профессии Этель нашла работу продавщицы сигар в крупном бизнес-центре, где вскоре познакомилась с одним из своих постоянных клиентов Уолли Талботом, у которого в этом здании располагался собственный магазин элитного женского платья. Оценив красоту Этель, Талбот приглашает её к себе на работу в качестве демонстратора одежды. Клиенты обращают на Этель внимание, и вскоре Толбот поручает ей своих сопровождать особо важных клиентов из других городов в ночной клуб «Грэдис», что приносит ей значительную прибавку к зарплате. Поначалу Этель не нравится эта часть её работы, однако её коллега, модель по имени Сандра (Жаклин деВит) быстро обучает её премудростям этой работы. Она объясняет, что можно заработать ещё больше денег, завлекая клиентов в зал для азартных игр, за что владелец клуба, мистер Грэди (Хью Сандерс) платит по 100 долларов х за каждого клиента. Поначалу Сандра распоряжается совместными финансами, забирая большую часть денег себе. Но очень скоро Этель преодолевает ту моральную неловкость, которую она первоначально испытывала от этой работы, и уже сама начинает распределять общие деньги, исходя из своих интересов. Сандра не довольна таким поворотом, но почувствовав силу Этель, вынуждена согласиться.
Однажды в магазине Этель знакомится с красивым и квалифицированным, но робким бухгалтером Мартином Блэнкфордом (Кент Смит), который проводит аудит в компании Талбота. Этель откровенно заигрывает с ним прямо в его кабинете, а затем склоняет его вместе пойти на ужин в «Грэдис». Во время ужина к их столику подходит сам мистер Грэди, который, узнав, что Мартин является бухгалтером, просит у него несколько советов. Затем, по предложению Этель они отправляются в бухгалтерию клуба, где Мартин садится за изучение документов, находя целую серию ошибок в ведении бухгалтерии и подсказывает несколько способов, как можно легально сэкономить крупные суммы на налогах. Придя от работы Мартина с полный восторг, Грэди предлагает тому постоянную внештатную работу в своём клубе, за которую готов платить больше, чем Мартин получает на основной работе. Этель, выступая как агент Мартина выторговывает для него более выгодные условия, а затем убеждает и Мартина взять эту работы, и в итоге тот соглашается. После того, как Мартин за короткий срок добивается больших успехов в клубе, Грэди решает представить его своему боссу Джорджу Каслману.
Грэди приводит Мартина и Этель в загородный замок Каслмана (Дэвид Брайан), где тот проводит совещание с руководителями региональных отделений его синдиката, среди них и Ник Прента (Стив Кокран), возглавляющий отделение на Западном побережье. Ник пытается держать себя независимо, что приводит к трениям между ним и Каслманом. На совещании Каслман говорит о том, что для успешного функционирования его подпольной империи, включающей подпольное букмекерство, организацию проституции и азартных игр, в современных условиях ему требуется надёжное прикрытие в виде легальных бизнесов с чётко отлаженной системой бухгалтерской отчётности. После встречи Каслман отдельно проговаривает с Мартином его возможную работу, предлагая ему заняться финансами гангстерского синдиката. Мартину противна любая нелегальная деятельность, и он собирается отказаться от предложения. Однако используя тот факт, что Мартин в неё влюблён, Этель уговаривает его согласиться на эту работу.
На следующий день под видом согласования условий контракта Мартина, Этель приходит к Каслману в офис, заявляя, что ей известно, что раньше его звали Джо Кавани и когда-то он был мелким бутлегером. Калсман поражён тем, насколько глубоко она подготовилась к разговору, её смелой манерой вести беседу и её сексуальной привлекательностью, говоря: «Я восхищаюсь женщиной с мозгами, но женщина с мозгами и духом возбуждает меня». Разговор, начавшийся напряжённо, заканчивается поцелуем и объятиями, к чему и стремилась Этель. Заняв прочное положение в синдикате Каслмана, Мартин, наконец, решается сделать Этель предложение и покупает ей кольцо. Однако, несмотря на то, что Мартин согласился работать на Каслмана только ради Этель, она отказывает ему, так как уже решила, что следующим шагом на её пути к вершине должен стать роман с Каслманом. Каслман, который женат, решает сделать Этель не просто своей любовницей, но и доверенным помощником в делах. Для этого он нанимает светскую даму Патрицию Лонгсворт, которая должна обучить Этель светским манерам и помочь ей установить необходимые связи в обществе. Каслман меняет Этель биографию, представляя её как наследницу крупного нефтяного бизнеса в Техасе со звучными именем Лорна Хансен Форбс.
Когда Каслман начинает подозревать в двойной игре своего представителя на западном побережье Ника Пренту, он направляет Грэди для проверки его деятельности. Однако вскоре Грэди гибнет в автокатастрофе. Каслман уверен, что убийство организовал Прента, который всё больше выходит из-под контроля, и собирается расправиться с ним при первой удобной возможности, однако никаких улик против Пренты у Каслмана нет. Тем временем Лорна вместе с Патрицией возвращаются из длительной поездки по Европе, и Каслман решает направить Лорну на западное побережье, чтобы она, не выдавая себя, вошла бы к Пренте в доверие и выведала его планы. Каслман требует, чтобы Лорна не останавливалась ни перед чем, чтобы выполнить его задание, намекая и на интимную близость с Прентой. В качестве награды Каслман даёт понять, что к её возвращению он будет свободен, и они смогут пожениться.
Лорна с Патрицией арендуют шикарную виллу в Дезерт-спрингс на западном побережье, после чего направляются в «Клуб Асьенда». Своей активной игрой в рулетку Лорна привлекает к себе внимание Пренты, который списывает её проигрыш и приглашает в свой кабинет, где пытается поцеловать её, но она отстраняется. На следующий день Прента приходит на светское мероприятие у открытого бассейна, где вымаливает у Лорны прощение, после чего у них стремительно начинает развиваться роман. Неожиданно в Дезерт-спрингс приезжает Мартин, который теперь держится жёстко в соответствии со своим новым статусом приближённого Каслмана, хотя по-прежнему не равнодушен к Лорне. С помощью психологических угроз он выведывает у Лорны подробности деятельности Пренты, которая та пыталась скрыть. В частности, она рассказывает, что Пренте кто-то звонил из Детройта, а также что на сегодняшний вечер Прента наметил важное конфиденциальное совещание в своём особняке, на которое запретил приходить даже Лорне. Мартин настаивает, чтобы Лорна под любым предлогом проникла на это совещание и выяснила, кто в нём участвует и какие вопросы обсуждаются.
Вечером Лорна без предупреждения приезжает к Пренте домой, объясняя свой визит ревностью по отношению к его таинственным гостям. Прента знакомит её с участниками совещания, которые оказываются региональными руководителями синдиката Каслмана. Они не довольны своим боссом и собрались, чтобы обсудить план его смещения. Выйдя из зала вместе с Лорной, Прента говорит ей, что через 48 часов он возьмёт власть в синдикате в свои руки, и хотя она умоляет его остановиться и не начинать войну, Прента жёстко стоит на своём, говоря, что в такой момент не может остановиться. При этом он обещает Лорне жениться на ней после того, как захватит власть в синдикате. После того, как Лорна уезжает домой, один из участников совещания, который ранее видел Лорну у Каслмана, докладывает об этом Пренте.
Вернувшись домой, Лорна видит там не только Мартина, но и Каслмана. Когда она пытается скрыть от Каслмана то, что услышала в доме у Пренты, тот жестоко избивает её и готовится расправиться как с предательницей, но Мартин останавливает его. Он предлагает использовать Лорну в своих интересах, а именно заставить её позвонить Пренте и уговорить его немедленно приехать, чтобы Каслман мог с ним расправиться. В этот момент они видят в окне свет от фар подъезжающего автомобиля. В дом заходит Прента, который видит избитую, рыдающую Лорну. Когда он начинает упрекать её в том, что она обманула его и сдала Каслману, тот неожиданно выходит из тени и стреляет в Пренту, после короткой перестрелки убивая его наповал. Понимая, что для неё всё кончено, и теперь ей грозит смертельная опасность, Лорна, улучив момент, выскакивает из дома, садится в машину и немедленно уезжает к родителям…
Дома у родителей Лорна с ужасом ожидает появления Каслмана, который непременно найдёт и убьёт её. Однако первым у её дома появляется Мартин, который предлагает свою помощь. Он говорит, что донёс на Каслмана в полицию, и вскоре его арестуют, но пока он на свободе, им грозит смертельная опасность. Мартин предлагает немедленно бежать и на некоторое время скрыться, но когда Лорна выходит из дома, она видит только что подъехавшего Каслмана. Бандит хватает Лорну и достаёт оружие. В этот момент на пороге дома появляется Мартин, и в тот момент, когда Каслман стреляет в Лорну, Мартин успевает выстрелить в Каслмана, убивая его на месте. Лорна получает серьёзное ранение, но врачи спасают её. Пока Этель дома восстанавливается от ранения, а у её постели находятся родители и Мартин. Наблюдающие за происходящим репортёры задаются вопросом, попытается ли Лорна ещё раз сбежать от этой тяжёлой жизни.

## В ролях
- Джоан Кроуфорд — Этель Уайтхэд / Лорна Хансен Форбс
- Дэвид Брайан — Джордж Каслман /Джо Кавени
- Стив Кокран — Ник Прента
- Кент Смит — Мартин Блэнкфорд
- Хью Сэндерс — Грэди
- Селена Ройл — Патриция Лонгворт
- Жаклин деВит — Сандра
- Моррис Анкрум — Джим Уайтхэд
- Эдит Эвансон — миссис Каслман
- Ричард Эган — Рой Уайтхэд
- Даббс Грир — репортёр (в титрах не указан)

## Создатели фильма и исполнители главных ролей
Режиссёр Винсент Шерман работал в широком жанровом спектре с ведущими актёрами нескольких поколений. Его первой заметной работой стал криминальный комедийный триллер военного времени «На протяжении всей ночи» (1941), за которым последовали музыкальная мелодрама «Трудный путь» (1943) с Айдой Лупино, две мелодрамы с Бетт Дейвис «Верная подруга» (1943) и «Мистер Скеффингтон» (1944). Он поставил несколько фильмов нуар, среди них «Нора Прентисс» (1947) и «Неверная» (1947), оба — с Энн Шеридан, «Ответный огонь» (1950) с Вирджинией Мейо и «Афера в Тринидаде» (1952). После фактического отстранения Шермана от работы после слушаний в Комиссии Конгресса США по расследованию антиамериканской деятельности, несколько лет спустя он вернулся к активной работе, поставив, в частности, такие успешные драмы, как «Текстильные джунгли» (1957) с Ли Дж. Коббом и «Молодые филадельфийцы» (1959) с Полом Ньюманом, а также вестерн с Гэри Купером «Дерево для повешенных» (1959). Шерман был известен как «дамский режиссёр», который не только снимал в главных ролях женщин-звёзд, но и часто заводил с ними романтические отношения. Среди актрис, с которыми у Шермана были романы, Бетт Дейвис, Джоан Кроуфорд и Рита Хейворт.
Одна из самых заметных звёзд Голливуда 1930-50-х годов, Джоан Кроуфорд в 1946 году завоевала Оскар за исполнение главной роли в фильме нуар «Милдред Пирс» (1945), она также дважды номинировалась на Оскар за роли в фильмах нуар «Одержимая» (1947) и «Внезапный страх» (1952). Кроуфорд начинала карьеру ещё в немом кино, снявшись в таких мелодрамах, как «Вест-Пойнт» (1927) «Весенняя лихорадка» (1927) и «Через Сингапур» (1928), а также в хоррор-мелодраме «Неизвестный» (1927). Более всего она была известна мелодрамами 1930-х годов, однако к лучшим её работам относятся не они, а такие фильмы, как драма «Гранд Отель» (1932), «Юмореска» (1946), вестерн «Джонни Гитара» (1954) и психологическая драма «Что случилось с Бэби Джейн?» (1962). После этого фильма, по настоянию Кроуфорд, Шерман стал режиссёром двух последующих фильмов с её участием — «Гарриет Крейг» (1950) и «Прощай, моя причуда» (1951) .
К числу лучших фильмов с участием Дэвида Брайана стали социальная драма «Осквернитель праха» (1949), которая принесла ему номинацию на Золотой глобус, а также фильмы нуар «За лесом» (1949) и «Путь фламинго» (1949), в последнем он играл вместе с Кроуфорд. Стив Кокран сыграл свои лучшие роли в фильмах нуар «Погоня» (1946), «Белое каление» (1949), «Шоссе 301» (1950), «Штормовое предупреждение» (1951), «Завтра будет новый день» (1951), «За стенами тюрьмы Фолсом» (1951) вместе с Брайаном, «Частный ад — 36» (1954), а также в драме Микеланджело Антониони «Крик» (1957). Кент Смит сыграл главные и заметные роли в психологическом хорроре «Люди-кошки» (1942), нуаровой хоррор-мелодраме «Винтовая лестница» (1945), драмах «Нора Прентисс» (1947) и «Источник» (1949), а также в фильме нуар «Девушка с вечеринки» (1958).

## История создания фильма
Как отмечает историк кино Фрэнк Миллер, «несмотря на всю свою кажущуюся надуманность, фильм поставлен по рассказу Гертруды Уокер, в основу которого положена реальная истории жизни Вирджинии Хилл. Как и Этель Уайтхэд из этого фильма, Хилл убежала из маленького городка на север страны в поисках счастья. Там она работала на подтанцовках, а затем подцепила бухгалтера, который имел связи с мафией. Это привело к роману с нью-йоркским гангстером Джо Адонисом, после чего она переехала на западное побережье, где познакомилась с гангстером Багси Сигелом». Однако, как отмечает Миллер, в этом рассказе Кроуфорд и студию «Уорнер» привлекла «не столько составленная из газетных заголовков биография Хилл, сколько отзвуки от былых фильмов Кроуфорд, в которых она часто играла девушку, проделывающую путь от нищеты до богатства».
Продюсером фильма стал Джерри Уолд, который за несколько лет до того стоял во главе фильма нуар «Милдред Пирс» (1945), который стал для Кроуфорд счастливым камбэком и принёс ей Оскар. Как указывает Миллер, наступал «деликатный момент в карьере Кроуфорд. Ей было уже за 40, она приближалась к истечению срока годности в качестве исполнительницы главных женских ролей и уже начала показывать в ролях свой возраст. А новый послевоенный вкус на реализм не особенно благоприятствовал стареющим актрисам, которые стали звёздами во времена гламурного кино» . Как пишет критик, «понимая, что Кроуфорд больше никогда не сможет убедительно сыграть героиню подросткового возраста, разочарованную жизнью в маленьком городке, режиссёр Винсент Шерман предложил для истории Этель новое начало. Чтобы сделать героиню постарше, он вместе с соавтором сценария Гарольдом Медфордом написал сцену, в которой показан её несчастливый брак, державшийся только на её любви к 7-летнему сыну. Шерман переживал, что такое изменение в сценарии может обидеть Кроуфорд», однако она «оценила мудрость такого подхода и одобрила сцену жёсткой ссоры с мужем, которого сыграл Ричард Эган (в своей первой отражённой в титрах роли)» .
Однако, как отмечает Миллер, это была не самая серьёзная проблема со сценарием, которую пришлось решать Шерману. Дело в том, что Уолд нанял в качестве сценариста Джерома Вейдмана, писателя, роман которого «Я могу достать для Вас это оптом» стал хитом в 1930-е годы. Уолд попросил Вейдмана самостоятельно написать первый вариант сценария. «Получив текст, Шерман был впечатлён стремительностью письма Вейдмана и силой отдельных сцен, но не мог не отметить, что сценарий становился всё длиннее и длиннее. На первых 75 страницах Вейдмана история даже не начиналась, что намекало на то, что весь сценарий составит примерно 300 страниц, которых хватило бы на три фильма. Уолд однако настаивал на том, чтобы Вейдману дали возможность закончить свой вариант сценария». Когда Кроуфорд выразила ту же обеспокоенность, что и Шерман, Уолд вынужден был назначить совещание, на котором наконец-то попросил сценариста сократить свою работу. Однако, «в точном соответствии с предсказаниями Шермана, Вейдман представил 300-страничный сценарий, после чего отбыл обратно на восточной побережье, предоставив возможность режиссёру и соавтору сценария заняться его сокращением».
По словам Миллера, «на стадии препродакшна Шерман многократно обсуждал с Кроуфорд сцены с её участием и характер её героини. Шерман считал, что Кроуфорд не только умна, но и отлично разбирается в кинопроизводстве». Кроме того, она открылась ему и поведала о своём тяжёлом детстве и о многих личных обстоятельствах своей жизни. Далее Миллер пишет о личных взаимоотношениях Шермана и Кроуфорд: «Несмотря на то, что после своего романа с Бетт Дейвис во время съёмок „Верной подруги“ (1943), Шерман поклялся больше никогда не спать ни с одной исполнительницей главных ролей, у него начался роман с Кроуфорд, который продолжался на протяжении всего съёмочного периода». По словам Миллера, жена Шермана знала об этом романе, но приняла его уверения, что это лишь мимолётное увлечение. Кроуфорд, со своей стороны, становилась всё более одержимой". Тем не менее, лишь однажды Кроуфорд доставила Шерману какие-либо проблемы во время съёмок, это случилось в тот день, когда его жена пришла на съёмочную площадку в Палм-Спрингс на съёмки, которые велись в доме Фрэнка Синатры. «В тот день Кроуфорд была заметно холодна по отношению к Шерману, но уже на следующий вечер спросила, не мог бы он рассмотреть возможность уйти от жены к ней. Он отказался, и их отношения снова вошли в норму» .

## Оценка фильма критикой

### Общая оценка фильма
По словам историка фильма нуар Гая Сэвиджа, «в момент своего выхода на экраны фильм стал сокрушительным хитом», однако, как указывает Миллер «критики были не особенно впечатлены фильмом, а в оценке игры Кроуфорд их мнения разделились». Говард Барнс на страницах «New York Herald Tribune» посчитал, что «фильм существует главным образом как средство демонстрации своей звезды: „Сценарий предоставил мисс Кроуфорд широкие возможности для демонстрации своих прелестей. Однако сама картина надуманная, тема потрёпанная, а события слишком жестоки для полной достоверности“». Босли Кроутер на страницах «Нью-Йорк таймс» назвал фильм «длинной и аляповатой иллюстрацией тезиса о том, что преступление не оправдывает себя, и что женщины, которые танцуют с мафиози, должны в конце концов расплатиться за это со скрипачом». По словам критика, если взять «старую формулу чистосердечного признания», в которую искусственно ввести классовую тему и покрыть это гангстерским насилием, это даст достаточно точное представление об этом фильме, в котором «грех и расплата за него (которая, кстати, не слишком уж непомерна) выстроены по давно известной схеме выдуманной „реальности“».
Современные критики также неоднозначно восприняли фильм. Фрэнк Миллер назвал его «классикой Джоан Кроуфорд», далее отметив, что фильм является идеальным ответом тем, кто рассматривал это время как «идиллическое десятилетие счастливых маленьких семей ядерной эпохи, которые живут беззаботными жизнями за заборами из штакетника, прибывая в фантазиях» семейных ситкомов. Миллер считает, этот фильм можно рассматривать «в равной степени и как эмоциональную драму, и как банальную аффектацию». По его мнению, «этот странный искусственный фильм создан прежде всего для того, чтобы продемонстрировать всё то, что звезда делала лучше всего на протяжении своей карьеры, начиная от бездельничанья у бассейна в дизайнерском купальнике и заканчивая слезливым признанием во всех своих грехах. В каком-то смысле этот фильм является антологией всех тех сцен, которые сделали Кроуфорд звездой». Миллер приходит к заключению, что никто и не планировал делать «фильм как реалистическую картину о женской судьбе, фильм отражает не столько жизнь, сколько звёздный статус Кроуфорд, а история о бедности и богатстве сделана по той же схеме, что и её карьера гранд дамы голливудской мыльной оперы, которая уже подходила к концу».Крейг Батлер посчитал этот фильм «нелепой мелодрамой, которая довольно слаба как реальная драма, но довольно увлекательна в своей рафинированной пошлости». Как отмечает критик, «фильм начинается так, как будто это один из старых фильмов Кроуфорд на тему „бедная девочка делает добро“, но быстро становится зловещим и недостоверным».
Историк жанра нуар Спенсер Селби посчитал картину «важным нуаром в карьере Джоан Кроуфорд, в котором есть ирония, волнение и сильная классовая тема» , а Майкл Кини назвал её «сложным, но интересным фильмом», в котором «поклонники Кроуфорд смогут насладиться её жёсткой игрой в роли девушки из маленького городка, которая выбирает опасную дорогу к деньгам и высшему свету».Историк фильма нуар Алан Силвер заметил, что «большинство героев нуара разочарованы в жизни, и многие среди них являются мизантропами, однако немногие персонажи проходят путь развития Этель от разочарования в романтических представлениях о любви и семье до полного и окончательного разочарования в себе». В этом смысле, по мнению Силвера, «фильм, с одной стороны, является своего рода романтической трагедией, так как Этель понимает то, что разрушила себя, и, с другой стороны, это фильм нуар в те моменты, когда он показывает, каким образом главная героиня деградирует под воздействием криминальной среды, секса и обмана». Кинокритик Деннис Шварц назвал картину «безотрадной криминальной драмой, построенной по формуле „Пути Фламинго“ (1949), в которой также играла Джоан Кроуфорд». По его мнению, «многое в этом фильме указывает на то, что это скорее романтическая трагедия, чем нуаровая история. Опечаленная героиня оказывается разочарованной как своим романом, так и самой собой, что не совсем соответствует тому, как повёл бы себя нуаровый герой (который всегда романтичен, вне зависимости от обстоятельств)».

### Проблематика фильма
Описывая проблематику фильма, Силвер указывает, что «проблемы главной героини происходят в чётко очерченной ситуации классового угнетения и экономической нищеты. Однако этот фильм, как и многие в нуаровом цикле, рассматривает события, которые являются одновременно как романтическими, так и предопределёнными. Согласно вселенной, представленной в фильме, всё выглядит так, что существует только два пути — честное прозябание в бедности или нечестное богатство. Хотя решение Этель оказаться на вершине, не обращая внимания на последствия, представлено на протяжении всего фильма как в какой-то степени оправданное по причине убогости её существования в начале, отсутствие у неё моральной прозорливости является её трагической ошибкой. Её опыт жесток и прагматичен, но морально не полон, так как она не может постичь последствия своей коррумпированной жизни». Хоган также считает, что главной темой фильма является классовая, но «движущей силой фильма является секс» .

### Оценка работы режиссёра и творческой группы
Мнения относительно режиссёрской работы Винсента Шермана разделились. Так, Кроутер посчитал, что «постановка Шермана столь же лжива, как и сценарий», а Батлер назвал его постановку «мыльной», которая «не находит ничего нового в материале, но постоянно держит Кроуфорд на переднем плане и в центре внимания, а также обеспечивает ей хорошее освещение». С другой стороны, Шварц назвал режиссёрскую работу Шермана «умелой». Дэвид Дж. Хоган пишет, что «Шерман был плодовитым режиссёром, у которого не было какой-то особенной философии в искусстве, зато был большой профессионализм и понимание стиля „Уорнер бразерс“», благодаря чему «фильм смотрится красиво, как и всё то, что когда-либо производила эта студия». Работа Шермана отличается «плавностью в работе с камерой», кроме того, интересной натурой и «декорациями в стиле модернизма середины века работы художника-декоратора Роберта Хааса, а также великолепной, создающей нужное настроение постановкой света оператором Тедом Маккордом (особенно, это касается романтических сцен с участием Лорны и Каслмана)». Хоган обращает внимание на то, что «натурные съёмки включают нефтяные поля, ночную пустыню (обращает внимание сцена в самом начале, когда из машины выбрасывают труп), и сцены залитых солнцем светских мероприятий у бассейна». Так, «первые сцены в доме Этель едва освещены; позднее, когда Лорна перемещается во дворец Пренты в Дезерт-спрингс, оттенки находятся в широком диапазоне от мерцающего, серебристого света до странных смещающихся теней. Многие сцены сняты с низкой точки обзора, чтобы подчеркнуть масштабность пространства». Хоган отмечает, что дом Пренты является демонстрацией того, чего он смог добиться, а также «символом нового опасного криминального сознания, воплощённого в Пренте, которое резко контрастирует с кожей и тёмными благородными породами дерева традиционного дома Каслмана в Нью-Йорке. Мы видим, что будущее принадлежит западу».

### Оценка игры Джоан Кроуфорд
Как отметил Фрэнк Миллер, "Босли Кроутер из «Нью-Йорк таймс», который никогда не был поклонником голливудского гламура, полностью отверг игру Кроуфорд, написав, что «здесь мы имеем яркий пример того типа коммерческого лицемерия, который наделяет очевидного злодея привлекательностью и симпатией… Мисс Кроуфорд использует все штампованные приёмы дешёвого киношного драматизма в своём новейшем крутом, бесстрастном стиле. В качестве жены рабочего она играет без грима и с измазанным грязью лицом (хотя накладные ресницы по-прежнему сохранены, видимо, в качестве повседневного украшения жены рабочего). В качестве продавщицы в магазине сигар и манекенщицы она играет жёстко — ну знаете, говорит фразами крутых парней и смотрит простым людям в лицо прямо и холодно. А в качестве окультуренной „леди“ она демонстрирует благородное достоинство, которое приходит с ведёрками с шампанским и бассейнами в Палм-Спрингс. Более искусственной игры вряд ли можно добиться». Батлер отмечает, что в этом фильме «Кроуфорд начала входить в свою фазу „монстра“, в которой она создавала запоминающиеся зашкаливающие образы, которые имели всё меньше и меньше общего с реальностью, и больше и больше — с гиперреалистиной трактовкой мира», продолжая: «Как это часто бывало в её более поздних картинах, фильм показывает Кроуфорд в одномерном мире, предлагая ей найти способ придать иллюзию глубины своему персонажу. И она делает это, выдавая оглушительную игру, которая увлекательна, как никогда, хотя её и не назовёшь выдающейся».
Однако, как замечает Миллер «по тем же самым причинам, по которым Кроутер отверг её игру, поклонники Кроуфорд ей восхищаются». Алан Силвер обращает внимание на «поразительную игру Кроуфорд в роли неискушённой, но амбициозной женщины, которая проходит метаморфозу, превращаясь в элегантную светскую даму». Гай Сэвидж напоминает, что «после ошеломительного успеха „Милдред Пирс“ (1945), Кроуфорд снова насладилась обновлённой успешной кинокарьерой. Роль Эдит идеально подошла для Кроуфорд, кинозвезды, которая идентифицируется прежде всего с ролями женщин, бегущих от нищеты в поисках лучшей жизни». Хоган указывает, что «в свои 44 года Кроуфорд была слишком зрелой для роли, и конечно слишком мелкой для работы моделью. Но актриса всё ещё была на коне после камбэка с фильмом „Милдред Пирс“ пятилетней давности, и доминирует на экране как своим лицом, так и характером. Её игра богата и приятно разнообразна; она убедительна в роли как робкой домохозяйки нефтяника, так и стремительной и яростной Лорны. Её более мягкая сторона показана в любовных сценах с Дэвидом Брайаном (агрессивным и пугающим, когда это нужно) и Стивом Кокраном (провокационно чувственным и непредсказуемым)» .
По мнению Кроутера, исполнители мужских ролей не отстают от Кроуфорд в своей искусственности, а Батлер добавляет, что партнёры стремятся подстроиться под Кроуфорд. Так, «Дэвид Брайан и Стив Кокран делают попытки играть в её стиле, а Кент Смит играет слабого, трусливого „любящего“ персонажа в убедительно слабой и трусливой манере».